# Oxford (tejido)

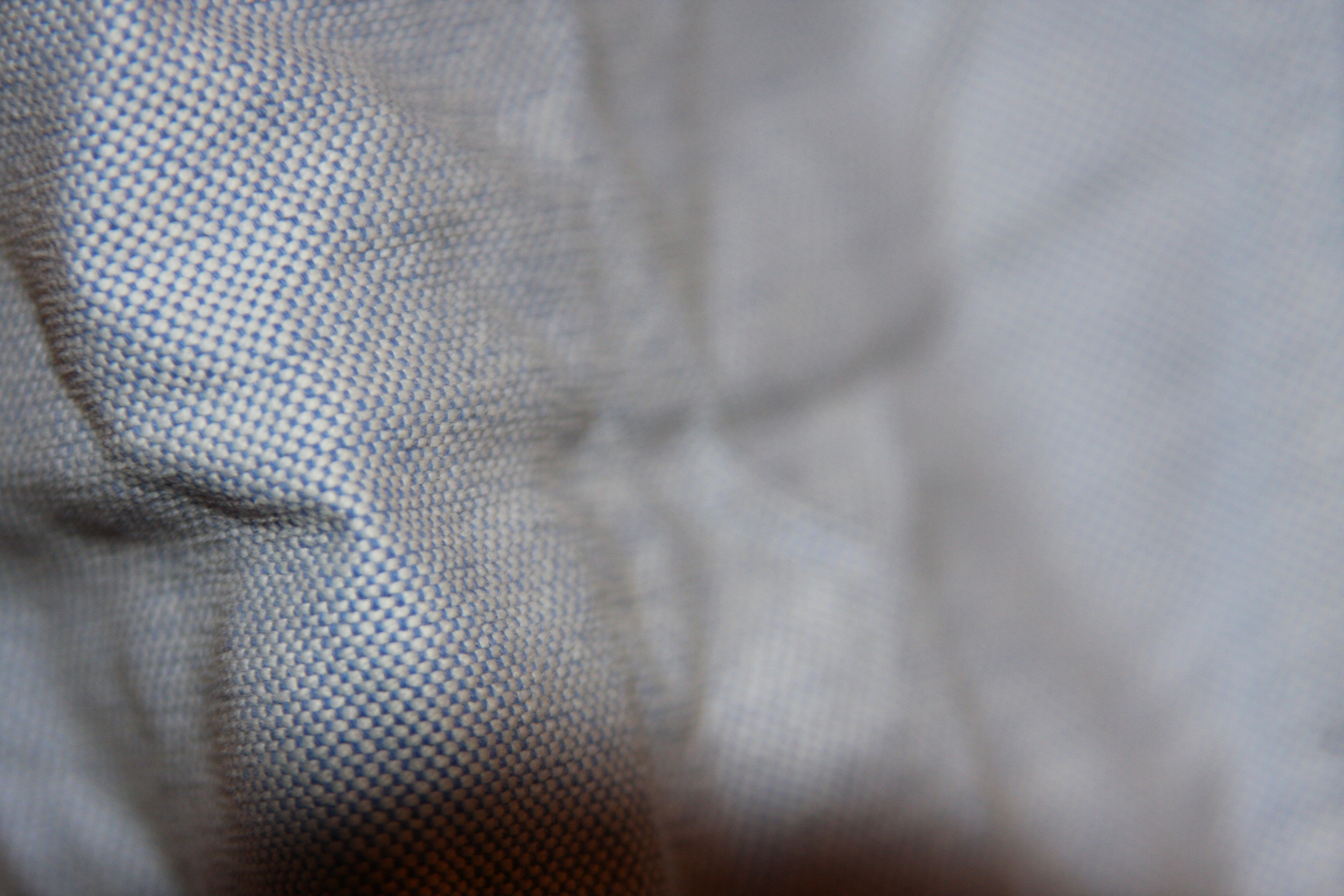
Tejido Oxford en dos colores: la urdimbre en azul y la trama en blanco.

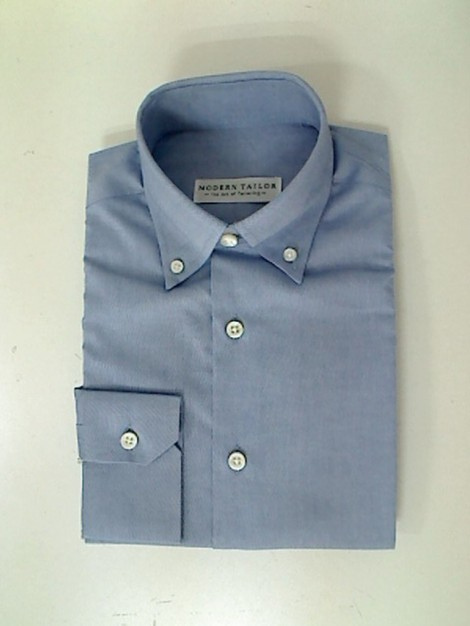
Típica «camisa Oxford» masculina.

La tela Oxford es un tejido ligero y lustroso, utilizado para la confección de camisas y, a veces, para la confección de vestidos. Se fabrica en algodón, en mezcla de algodón y poliéster o incluso con mezcla de elastano.
Toma su nombre de la ciudad inglesa de Oxford, donde se inició su producción para confeccionar la camisa Oxford —camisa informal con las puntas del cuello abotonadas a la propia camisa—. Aunque originalmente creada para ser usada por hombres, en la actualidad también existen diseños femeninos.

## Características
La textura de la tela Oxford se debe al ligamento tafetán cruzado no-equilibrado, con un hilo grueso en la trama (de color blanco) y pares de hilos más finos en la urdimbre (que suelen teñirse). Esta estructura es conocida en inglés como basketweave, «tejido de una cesta».
Cuando los hilos de la urdimbre no se tiñen se obtiene el popular tejido blanco. De los tejidos bicolor el más frecuente es el azul claro. El aspecto característico de los Oxford bicolor se denomina también «efecto cambray» que resulta menos formal que un tejido totalmente liso.
La calidad de una tela Oxford está relacionada con el tamaño de los hilos —cuanto más fino, mayor calidad— y con el hilado —cuanto más compacto, más calidad—. Para dar suavidad y lustre a una tela Oxford se pueden utilizar hilos de «algodón peinado». Para evitar el planchado se utilizan las mezclas de algodón y poliéster, que tienen el inconveniente de «hacer bolitas» con el roce.

## Tipos
La tela Oxford presenta las siguientes variedades: 
- Oxford normal, (en inglés, plain Oxford) más rústica, con superficie texturizada.
- Oxford pinpoint, algo más fina que la tela Oxford normal.
- Algodón Oxford, (en inglés, Royal Oxford) más formal, con hilos más finos y superficie más sedosa.